# Александер Шовтка
Александер Шовтка (нім. Alexander Schowtka, 18 вересня 1963) — німецький плавець.
Призер Олімпійських Ігор 1984 року.